# Midvale (Washington)
Midvale az Amerikai Egyesült Államok északnyugati részén, Washington állam Yakima megyéjében elhelyezkedő önkormányzat nélküli település.
A Mabton és Sunnyside között félúton fekvő települést a Union Pacific Railroad nevezte el annak pozíciójára utalva.

## Fordítás
Ez a szócikk részben vagy egészben  a   Midvale, Washington című angol Wikipédia-szócikk ezen változatának fordításán alapul.  Az eredeti cikk szerkesztőit annak laptörténete sorolja fel. Ez a jelzés csupán a megfogalmazás eredetét és a szerzői jogokat jelzi, nem szolgál a cikkben szereplő információk forrásmegjelöléseként.